# Acuerdos de Múnich

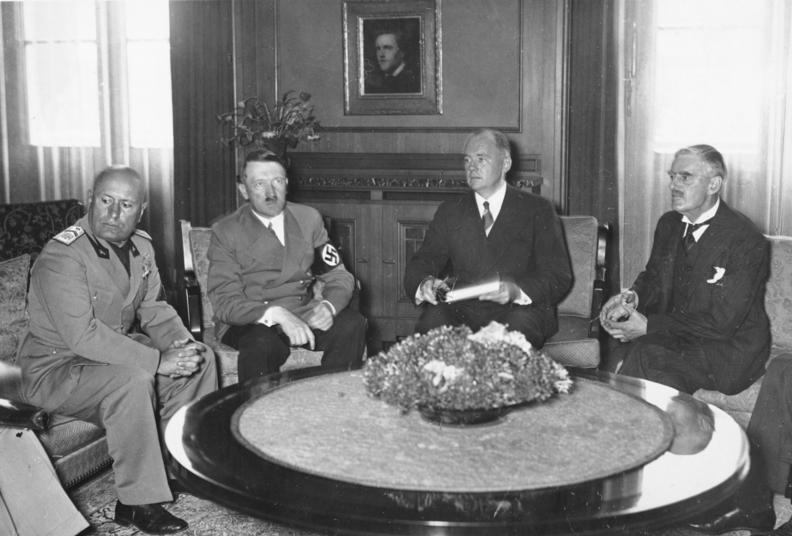
Representantes de Italia, Francia, Alemania y Reino Unido: Benito Mussolini, Adolf Hitler (junto a su intérprete oficial Paul-Otto Schmidt) y Arthur Neville Chamberlain.

Los Acuerdos de Múnich fueron aprobados y firmados durante la noche del 30 de septiembre de 1938 por los jefes de Gobierno de Reino Unido, Francia, Italia y Alemania, con el objetivo de solucionar la Crisis de los Sudetes.
Por mediación del dictador italiano Benito Mussolini y a iniciativa de Hermann Göring, el primer ministro británico, Arthur Neville Chamberlain, y su homólogo francés, Édouard Daladier, aprobaron la incorporación de los Sudetes (pertenecientes a Checoslovaquia) a Alemania, con el pretexto de que la mayor parte de sus habitantes eran de habla alemana. Ningún representante de Checoslovaquia estuvo presente. El Reino Unido y Francia se mostraron complacientes con los deseos de la población alemana de los Sudetes y consideraban este acuerdo como una revisión parcial del Tratado de Versalles. Especialmente se pretendía evitar una nueva guerra, a pesar de poner en gran peligro la existencia de Checoslovaquia. Los acuerdos fueron firmados en el edificio muniqués llamado entonces Führerbau y que en la actualidad alberga la Hochschule für Musik und Theater München (Escuela Superior de Música y Teatro de Múnich).

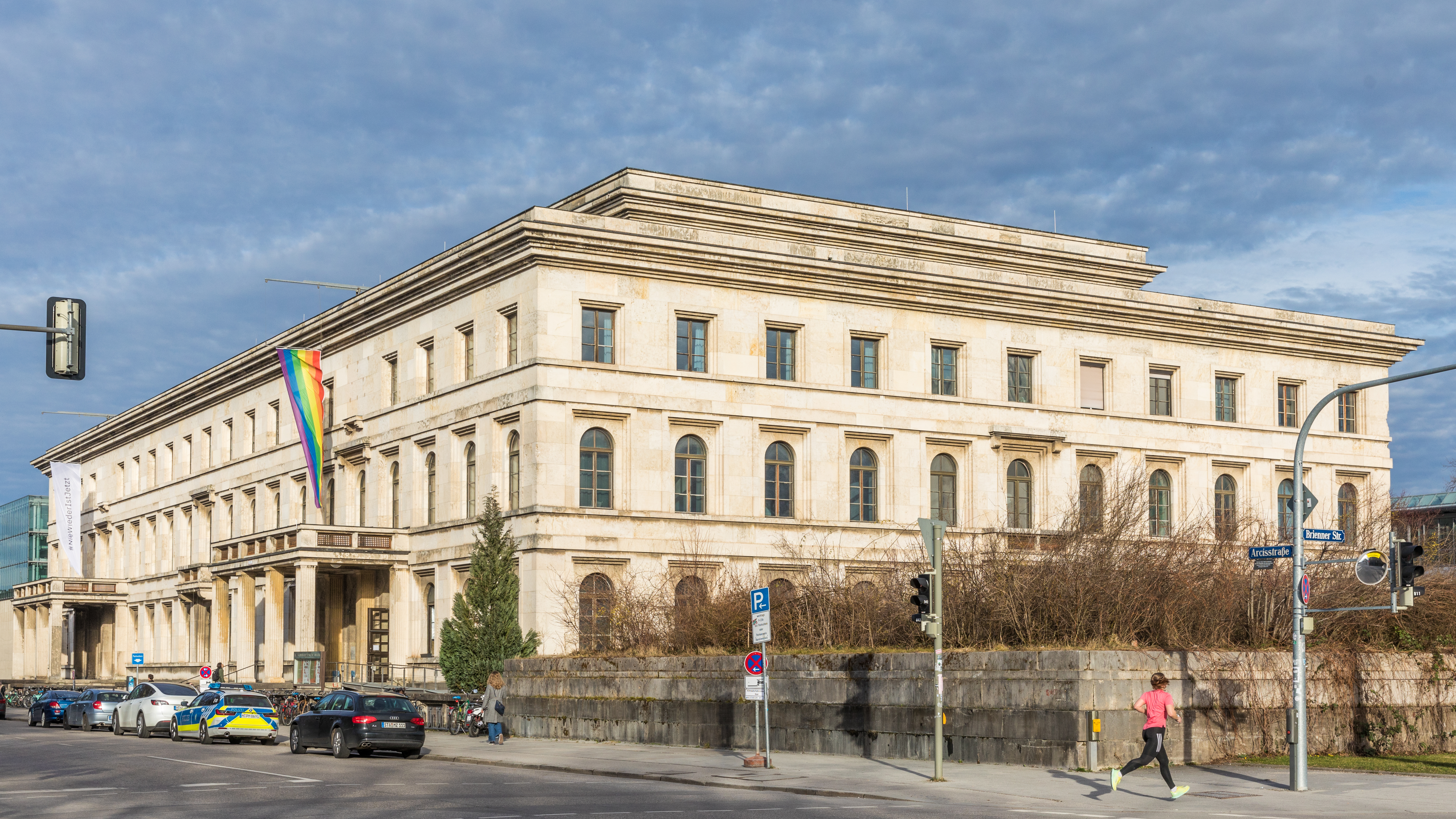
Edificio que acogió la ceremonia.

## La postura de Checoslovaquia
Los representantes de Checoslovaquia, a los que no permitieron tomar parte en la conferencia —a la cabeza de los cuales se hallaba el entonces presidente checoslovaco Edvard Beneš— se sintieron traicionados. Por tal motivo, los checos llamaron a los acuerdos «la traición de Múnich». Asimismo censuraron las decisiones allí tomadas como un «acerca de nosotros, sin nosotros y contra nosotros». Los Acuerdos de Múnich se consideraron desde el primer momento como una fecha negra en la historia de los checos, al advertir ellos que Gran Bretaña y Francia cedían fácilmente a las presiones de Alemania y negaban todo apoyo a su aliada Checoslovaquia, cuestión que el Gobierno comunista checoslovaco utilizaría años después para defender su alianza con los soviéticos.

## Consecuencias inmediatas del acuerdo

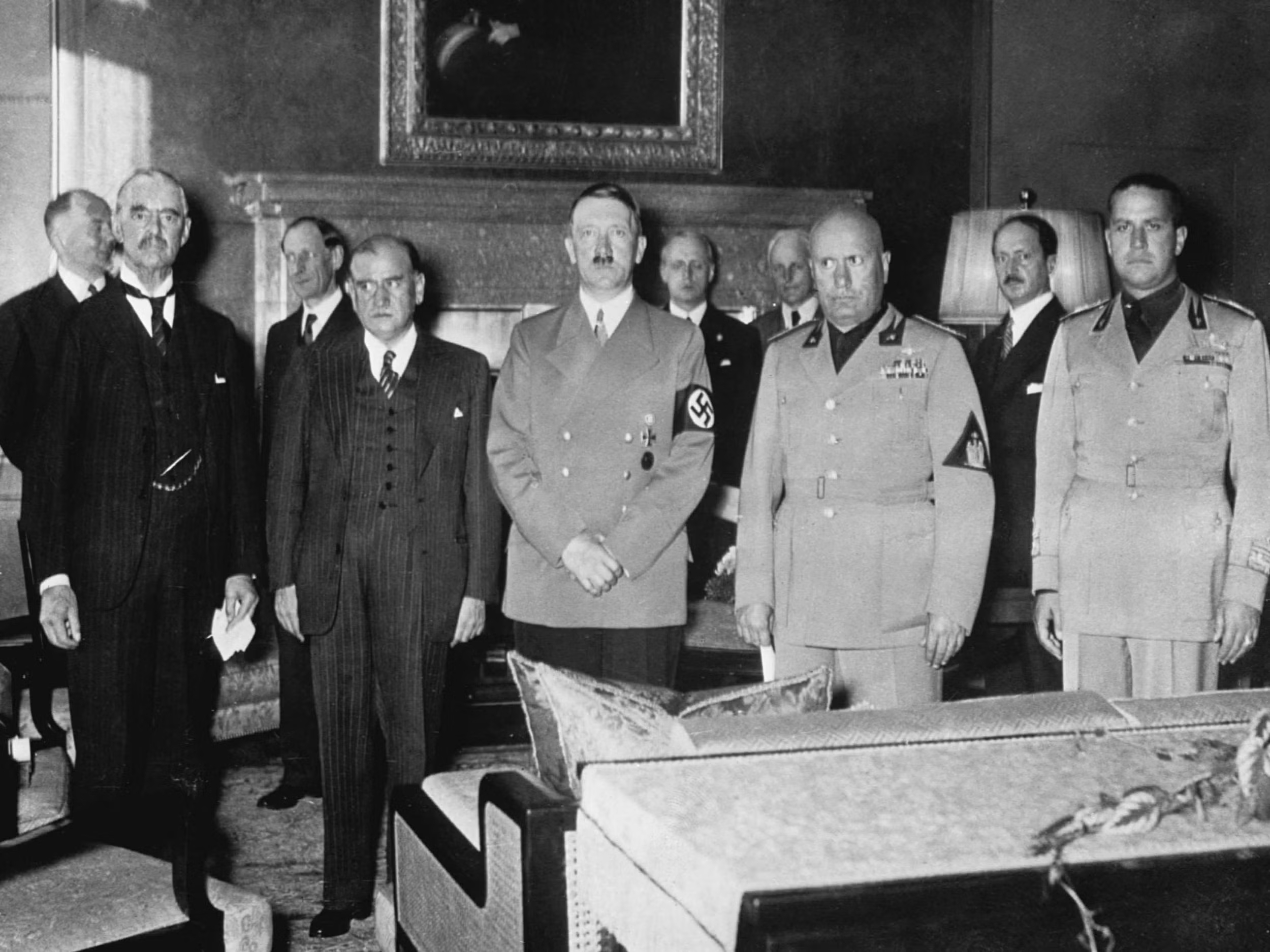
De izq. a der.: Chamberlain, Daladier, Hitler, Mussolini, y Ciano fotografiados antes de firmar los Acuerdos de Múnich.

El pacto reconocía las aspiraciones del Tercer Reich para anexionarse la región checa de los Sudetes, siendo que los Gobiernos de Francia, Gran Bretaña e Italia aceptaban el reclamo de Hitler para revisar las fronteras de Checoslovaquia y adaptarlas a las exigencias alemanas, sin formular siquiera al Gobierno checoslovaco una consulta sobre semejante acuerdo. La anexión alemana supuso la ocupación de los Sudetes por parte de Alemania hasta el fin de la Segunda Guerra Mundial. Los alemanes residentes en los Sudetes se convirtieron automáticamente en ciudadanos del Tercer Reich (y por ello fueron considerados extranjeros por los checos a partir de 1945, lo que supuso que las propiedades de los alemanes fueran confiscadas y repartidas entre los checos durante la era comunista).
Funcionarios checos que trabajaban en los Sudetes, al igual que muchas familias checas, fueron expulsados de esta región. El presidente checoslovaco Edvard Beneš renunció y partió al exilio. Como muchos checos, estaba profundamente desilusionado por las potencias occidentales, que en virtud del Tratado de Versalles se habían comprometido a defender la integridad territorial checoslovaca. Esta decepción llevó a muchos políticos checos a colaborar tras 1945 preferentemente con la Unión Soviética, antes que con los países firmantes del acuerdo.
El acuerdo fue bien recibido en Francia y el Reino Unido. En Francia, sólo el Partido Comunista denunció el acuerdo y afirmó que Adolf Hitler continuaría su política expansionista. En Alemania, lo ocurrido en Múnich se interpretó como una muestra de la fragilidad de las potencias occidentales, lo que incrementó la confianza de Hitler hasta el punto de convencerse de que Francia e Inglaterra, finalmente, no estarían dispuestas a ir a la guerra para contener el expansionismo nazi. Así, en agosto de 1939 —en vísperas de la invasión de Polonia que desencadenaría la guerra mundial—, el dictador alemán llegó a decir a sus generales: «Nuestros enemigos son gente de poca monta. Los vi en Múnich».

## Invasión del resto de Checoslovaquia 1939
Adolf Hitler en un momento había prometido sólo anexionarse los Sudetes (territorio poblado por checos de origen alemán), pero no cumplió su palabra y comenzó a presionar a los gobernantes de Checoslovaquia para que aceptaran el control alemán sobre el país. El 12 de marzo convocó al presidente checoslovaco, Emil Hácha, a una conferencia en Salzburgo y le exigió que ordenase a las tropas checas no oponer resistencia a la ocupación germana, bajo la amenaza de lanzar una invasión militar en toda regla, facilitada además por el control nazi que ya existía sobre los Sudetes. Al ser evidente que Francia y Gran Bretaña habían aceptado las exigencias alemanas en la Conferencia de Múnich, Hácha debió aceptar. Así, el 15 de marzo de 1939 la Wehrmacht invadió el resto de Chequia, en tanto que convirtió a Eslovaquia en un Estado títere de Alemania. El control absoluto de la antigua Checoslovaquia era estratégicamente importante para Hitler, puesto que este país se extendía hasta el interior de Alemania, además de poseer una industria pesada muy útil para los fines bélicos del nazismo. La facilidad de esta anexión y la falta de respuesta de las potencias occidentales animó a otros países vecinos a actuar de forma parecida. Así, Hungría se hizo con territorios habitados por húngaros y rutenos, mientras que Polonia ocupó territorios en Checoslovaquia.

## El papel de la Unión Soviética

1. Alemania ocupa los Sudetes (octubre de 1938)
2. Polonia ocupa Cieszyn, un área con una minoría polaca (octubre de 1938).
3. Hungría ocupa áreas fronterizas (tercio sur de Eslovaquia y sur de la Rutenia Transcarpática), con minorías húngaras, de acuerdo con el Primer arbitraje de Viena (noviembre de 1938)
4. Rutenia Transcarpática recibe autonomía.
5. En marzo de 1939 los restantes territorios checos se convierten en el satélite alemán del Protectorado de Bohemia y Moravia.
6. Del resto de Checoslovaquia se crea la República Eslovaca, convirtiéndose en otro títere alemán.

En Checoslovaquia hubo una movilización parcial, las tropas se introdujeron en los Sudetes y ocuparon las fortificaciones fronterizas. Al mismo tiempo, la URSS y Francia declararon su apoyo a Checoslovaquia (de acuerdo con el tratado soviético-francés del 2 de mayo de 1935 y el tratado soviético-checoslovaco del 16 de mayo de 1935). La Unión Soviética, en esta situación, propuso celebrar una conferencia internacional de Estados interesados, así como una reunión de representantes militares de la URSS, Francia y Checoslovaquia. Sin embargo, los Gobiernos de Francia, Inglaterra y Checoslovaquia rechazaron las propuestas soviéticas. La Unión Soviética manifestó su rechazo a los Acuerdos de Múnich, así como a sus consecuencias, principalmente por no haber estado presente durante las negociaciones y por haber percibido en esta exclusión un gesto de Gran Bretaña y Francia donde estos países mostraban más voluntad de colaboración con Alemania que con la Unión Soviética. La diplomacia soviética consideró los Acuerdos de Múnich como un complot de los occidentales con el nacionalsocialismo, con el objetivo de aislar a la Unión Soviética y lanzar a la Alemania nazi contra la Unión Soviética. Asimismo en Checoslovaquia tras la Segunda Guerra Mundial, los propios Acuerdos de Múnich fueron mostrados por el Gobierno como una prueba de que la seguridad externa de checos y eslovacos estaría siempre mejor defendida por la Unión Soviética que por naciones de la Europa Occidental. El fracaso de la diplomacia de la URSS con las potencias occidentales, así como la visible negativa de éstas a enfrentarse directamente con Hitler o Mussolini, supuso que Stalin iniciara el progresivo acercamiento soviético a Alemania para así evitar que el renovado poderío bélico alemán se lanzara contra la URSS. Este acercamiento finalizaría con la firma del Pacto Mólotov-Ribbentrop de agosto de 1939.